# The Hitchhiker's Guide to the Galaxy (película)
The Hitchhiker's Guide to the Galaxy (conocida en España como Guía del autoestopista galáctico y en Hispanoamérica como Guía del viajero intergaláctico) es una película británica-estadounidense de comedia y ciencia ficción, estrenada en 2005 y basada en el libro homónimo, obra de Douglas Adams.
El guion fue escrito por Adams y completado por Karey Kirkpatrick y Garth Jennings tras la muerte de Adams en 2001, por lo que la película está dedicada a su memoria.

## Argumento
La película comienza con el narrador (con la voz de Stephen Fry) explicando que los delfines, los segundos animales más listos sobre la Tierra (los terceros son los humanos y los primeros los ratones) han estado intentando avisar a la humanidad sobre la destrucción de la Tierra. Sus acrobacias y piruetas son, según la guía, intentos de advertir a la humanidad. Considerando que su misión ha fracasado, los delfines deciden marcharse, dejando su último mensaje: Hasta luego y gracias por el pescado (So long and thanks for all the fish).
Una mañana, despertado por el sonido de las máquinas que avanzan hacia su casa, Arthur Dent se da cuenta de que su hogar va a ser destruido para construir una vía de circunvalación. Arthur trata de interrumpir la destrucción de su casa tumbándose delante de las excavadoras. Su protesta es interrumpida por su amigo Ford Prefect, el cual convence a Arthur para que le acompañe al bar del pueblo, donde le contará que realmente él es un extraterrestre.
Cuando Ford pisó por primera vez la Tierra, pensó que la forma de vida dominante eran los coches e intentó estrecharle la mano a uno. Arthur, pensando que estaba loco corrió y le empujó fuera de peligro. Como favor por haberle salvado la vida, Ford rescata a Arthur de una muerte segura cuando la Tierra es demolida por los vogones para hacer una Ruta Directa Hiperespacial. Arthur y Ford consiguen entrar en una nave vogona haciendo autoestop y son lanzados al vacío espacial después de ser torturados escuchando poesía vogona (Que ocupa el tercer lugar entre las peores poesías del universo).
Son rescatados por la nave Corazón de Oro que fue robada por Zaphod Beeblebrox, presidente de la Galaxia, acompañado por Tricia McMillan, ahora llamada Trillian y Marvin, un androide maníaco-depresivo.
Dentro de la nave, Zaphod les revela su intención de visitar el planeta Magrathea e introduce a Arthur y Ford en la historia de la Respuesta Definitiva a El sentido de la vida, el universo y todo lo demás. Hace mucho tiempo, la gente de Magrathea construyó el super-ordenador definitivo, Pensamiento Profundo, para que diera esa respuesta. Después de siete millones y medio de años de meditación, el ordenador declaró que la respuesta era "cuarenta y dos", y explicó que la respuesta definitiva no tenía sentido para ellos porque no conocían cual era exactamente la Pregunta Definitiva. Entonces, Pensamiento profundo les cuenta que un ordenador mucho más avanzado y complejo podrá dar la Pregunta Definitiva, y justo cuando va a dar el nombre de ese ordenador, la grabación acaba. 
En un intento de llegar a Magrathea aparecen en la órbita de Viltvodle VI, hogar de los Jatravartidas y de Humma Kavula, el cual era el oponente de Zaphod en las elecciones de presidente de la galaxia. Kavula posee un pequeño cubo rojo que contiene las coordenadas de Magrathea y se lo ofrece a Zaphod a cambio de un arma que se encuentra cerca de Pensamiento Profundo. Kavula, para asegurarse que Zaphod volverá con el arma le quita su segunda cabeza. Zaphod pierde la función de su tercer brazo pues era esta segunda cabeza la que lo controlaba.
Durante su estancia en Viltvodle VI, Trillian es capturada por los Vogones y llevada a su planeta, Vogosfera. Arthur, Ford y Zaphod van al planeta de los Vogones y tratan de rescatarla. Una vez allí, huyen de unos extraños animales Vogones que les atacan. Cuando Trillian es procesada se entera de que la Tierra ha sido destruida, cosa que Arthur no le contó, también se entera de que Zapod fue el que firmó la orden de demolición pensando que era un autógrafo ("Amor y besos, Zaphod"). Más tarde, intentan rellenar el papeleo necesario para liberar a Trillian. Luego de regresar a Corazón de Oro, colocan las coordenadas de Magrathea y activan el Motor de Improbabilidad. Pero gracias a que el planeta estaba cerrado, les envían dos misiles termonucleares para que los maten. Logrando escapar gracias a que Arthur presiona el Motor de Improbabilidad, los misiles se transforman en un tazón con flores y en una ballena. Ya en tierra, encuentran portales a otra dimensión. Zaphod les dice a cual deben entrar, pero Arthur se niega por miedo. Cuando por fin se decide a entrar el portal ha dejado de funcionar dejándolo a él con Marvin. 
Zaphod, Trillian y Ford logran llegar al hogar de Pensamiento Profundo y Zaphod habla con ella para saber donde estaba la computadora que calcularía la pregunta última, A lo que responde que era otro mundo y que los vogones la destruyeron para hacer una Ruta Directa Hiperespacial. Después de que Zaphod, decepcionado se aleja, Ford le pregunta si hay un arma. De repente, una puerta se abre. Ellos entran y encuentran El Arma Transmisora de Punto de Vista, que fue diseñada por Pensamiento Profundo y encargado al Consorcio Intergaláctico de esposas furiosas. Luego de recogerla aparecen unos ratones y los teletransportan a otro lugar.
Mientras tanto, Arthur junto con Marvin se encuentran con un anciano llamado Slartibarfrast. Este le dice que debe ir con él y Arthur accede. Slartibarfrast le cuenta que el, junto con otras personas hacen planetas a medida. Luego el lo conduce al piso de ensamblado donde Arthur se da cuenta de que la Tierra era la Súpercomputadora que Pensamiento Profundo había diseñado, y que en ese lugar habían hecho una copia exacta: "Tierra número 2". Una vez en ella, Arthur se da cuenta de que la Tierra fue comisionada, pagada y dominada por ratones. Cuando llegan a Londres, precisamente a la casa de Arthur, se encuentra con Zaphod, Trillian y Ford. Ellos estaban comiendo junto con unos ratones que le explican que para completar el programa de diez millones de años, necesitan su cerebro. Los ratones tratan de quitárselo pero Arthur los aplasta y descubre que eran las niñas que hicieron la pregunta última.
Después de toda la confusión, aparece un ejército de vogones junto con la vicepresidenta Questilar. Disparan a discreción y logran darle a Marvin en la cabeza, desactivándolo. Después de que los vogones disparen a la casa rodante donde están escondidos, Marvin vuelve a levantarse y dispara a los vogones con el Arma Transmisora Del Punto de Vista. Questilar se une con Zaphod y Arthur decide salir con Trillian invitándola a cenar en el Restaurante del Fin del Mundo. Y en ese momento inician el ciclo de la vida. En ese momento, se muestra la secuencia sobre cómo las células, plantas, hongos, animales y humanos vuelven a la vida, a través de una "descarga eléctrica". Los delfines, quienes habían desaparecido en la Tierra 1, vuelven a la Tierra 2. Cuando la nave se dirige al restaurante Marvin dice: Yo se que nadie me escucha, pero el fin del mundo queda para el otro lado. Regresan y activan el Motor de Improbabilidad.

## Críticas
La película recibió críticas generalmente favorables. Rotten Tomatoes le dio un "fresco" con una calificación de 60%. Metacritic le dio 63 puntos de 100, lo que indica generalmente comentarios favorables. La revista Empire calificó la película con cuatro estrellas de cinco y dijo que era  "muy británica, una aventura de ciencia ficción muy divertida que está garantizada para ganar elogios". Sin embargo, Roger Ebert, dando dos estrellas, vio la película de forma muy negativa, señalando lo siguiente: 
"Encontré la película aburrida, y noté que obviamente piensa que está haciendo el gracioso a veces cuando no tenemos la menor idea de por qué debería ser. Usted escuchará un diálogo que conserva el contenido de humor escrito a costa de parecer como si los personajes están realizando una lectura de Douglas Adams ... No entiendo la broma. No hay muchas ganas de conseguir la broma, pero tal vez para ustedes sea diferente ... A mí se me hizo aburrido con bastante rapidez. La película era mas una revista que una narración."

## Ganancias comerciales
La película fue estrenada el 28 de abril de 2005, en el Reino Unido, por lo que ganó £ 4,200,000 en su primera semana en el Reino Unido. Se dio a conocer un día después en América del Norte, por lo que ganó 21.103.203 dólares en su primer fin de semana, estando en el primer lugar. La película se mantuvo en la cima Taquilla EE. UU. La taquilla bruta fue de 104.478.416 dólares en todo el mundo. 

## Premios
La película fue nominada a siete premios diferentes y ganó uno. Ganó el premio del remolque oro de dentro de la categoría más original.  Fue nominado para: el premio de la fundición Artios Society of America, EE. UU. bajo la categoría de Mejor Película de Comedia 2005, los Premios de la revista Empire, Empire Awards, en las categorías de Mejor Película Británica y Mejor Comedia en 2005, y también para la categoría de los premios Teen Choice Awards en la categoría mejor película: Acción / Aventura y comedia. Y los People Choice Awards en la categoría a mejor actor de comedia: Martin Freeman y mejor actor de reparto: Mos Def.

## Protagonistas
| Personaje                     | Actor Original                      | Doblaje en España     | Doblaje en México |
| ----------------------------- | ----------------------------------- | --------------------- | ----------------- |
| Arthur Dent                   | Martin Freeman                      | Lorenzo Beteta        | Mario Filio       |
| Tricia McMillan / Trillian    | Zooey Deschanel                     | Amparo Bravo          | Rommy Mendoza     |
| Ford Prefect                  | Mos Def                             | Claudio Serrano       | Sebastián Llapur  |
| Zaphod Beeblebrox             | Sam Rockwell                        | Guillermo Romero      | René García       |
| Slartibartfast                | Bill Nighy                          | José Antonio Ceinos   | Jesse Conde       |
| Questular Rontok              | Anna Chancellor                     | Olga Cano             | Claudia Garzón    |
| Humma Kavula                  | John Malkovich                      | Luis Porcar           | Germán Fabregat   |
| Marvin, el androide paranoide | Warwick Davis (voz de Alan Rickman) | Juan Fernández Mejías | Arturo Mercado    |